# ريمي شوفان
ريمي شوفان (10 أكتوبر 1913 - 8 ديسمبر 2009) عالم أحياء وعالم حشرات، وأستاذ فخري فرنسي فخري في جامعة السوربون، يحمل الدكتوراه، وزميل أبحاث كبير منذ عام 1946. كان شوفان معروفًا أيضًا بالدفاع عن حقوق الحيوانات واهتمامه بموضوعات مثل علم التخاطر، والحياة بعد الموت، والوسطاء، والاستبصار وظاهرة الأجسام الغريبة.كتب في بعض الأحيان تحت الاسم المستعار بيير دوفال.

## التطور
كان ريمي شوفان يدعم اللاماركية الجديدة وفق نهج Pierre-Paul Grassé و Jean Piveteau وكان شديد الانتقاد للدارونية ولعلم الاجتماع الحيوي، وقد عرض آراءه في عدة كتب
- God of the ants, God of the stars;
- The Biology of the Spirit;
- Darwinism or the death of a myth[3]